# 谢夫罗
谢夫罗（法語：Chevroz）是法国杜省的一个市镇，属于贝桑松区马尔绍县（Marchaux）。该市镇总面积1.98平方公里，2009年时的人口为105人。

## 人口
谢夫罗人口变化图示